# Favara (Italie)
Pour l’article homonyme, voir Favara (Espagne).
Favara est une ville de la province d'Agrigente en  Sicile (Italie).

## Histoire
En 1885, 168 personnes sont inculpés d'association de malfaiteurs pour leur participation supposée à la Fratellanza de Favara, regroupant sur plusieurs localités environ 500 membres dont des travailleurs du soufre, des agriculteurs, des artisans et des propriétaires. 
Siège d'une puissante famille mafieuse, la commune connait en 1919 une année sanglante avec cent cinquante assassinats, essentiellement restés non élucidés.

## Administration
| Période                                  | Période     | Identité          | Étiquette     | Qualité |
| ---------------------------------------- | ----------- | ----------------- | ------------- | ------- |
| 11 juin 2002                             | 29 mai 2007 | Lorenzo Airò      |               |         |
| 29 mai 2007                              | En cours    | Domenico Russello | Centro-Destra |         |
| Les données manquantes sont à compléter. |             |                   |               |         |

### Communes limitrophes
Agrigente, Aragona, Castrofilippo, Comitini, Grotte, Naro, Racalmuto

## Culture
- La chanson rap en français et en sicilien Pour la Sicile mon île de Salvatore Fuca, est dédiée à Favara, et à la Sicile en général. La chanson a eu un succès moyen en France, en Belgique et en Suisse, en particulier dans la communauté d'immigrés siciliens.

## Spécialité culinaire
L'agnello pasquale (agneddu pasquali en dialecte local) est une spécialité locale sucrée, à base de pâte d'amandes et de pâte de pistaches en forme d'agneau, préparée notamment à l'occasion des fêtes de Pâques.

## Monuments
- Église Sainte-Rosalie de Favara